# Juraj Šimurka
Juraj Šimurka (* 10. května 1961, Trenčín) je bývalý slovenský fotbalista, brankář a fotbalový trenér, v současnosti působící jako asistent trenéra v klubu FK Ústí nad Labem.

## Fotbalová kariéra
Hrál za ZŤS Petržalka, Slavia Praha, Zbrojovka Brno, Bohemians Praha, FK Viktoria Žižkov a stále je hráčem klubu 1999 Praha. V československé lize nastoupil ve 213 utkáních.

## Trenérská kariéra
Jako hlavní trenér vedl SC Xaverov Horní Počernice (2000–2003), MŠK Žilina (2003–2004) a FC Hradec Králové (2004–2005). Od ledna 2016 do června 2017 působil v FC Baník Ostrava jako trenér brankářů. Od října 2017 působí v FK Ústí nad Labem jako asistent trenéra.

## Ligová bilance
| Ročník                                   | Zápasy | Góly | Klub               |
| ---------------------------------------- | ------ | ---- | ------------------ |
| 1. československá fotbalová liga 1981/82 | 30     | 0    | ZŤS Petržalka      |
| 1. československá fotbalová liga 1982/83 | 26     | 0    | Slavia Praha       |
| 1. československá fotbalová liga 1983/84 | 12     | 0    | Slavia Praha       |
| 1. československá fotbalová liga 1984/85 | 7      | 0    | Slavia Praha       |
| 1. československá fotbalová liga 1985/86 | 0      | 0    | Slavia Praha       |
| 1. československá fotbalová liga 1986/87 | 3      | 0    | Slavia Praha       |
| 1. československá fotbalová liga 1987/88 | 15     | 0    | Slavia Praha       |
| 1. československá fotbalová liga 1988/89 | 0      | 0    | Slavia Praha       |
| Česká národní fotbalová liga 1988/89     | 2      | 0    | Zbrojovka Brno     |
| 1. československá fotbalová liga 1989/90 | 1      | 0    | Zbrojovka Brno     |
| 1. československá fotbalová liga 1991/92 | 13     | 0    | Bohemians          |
| 1. československá fotbalová liga 1992/93 | 28     | 0    | Bohemians          |
| 1. česká fotbalová liga 1993/94          | 22     | 0    | Bohemians          |
| 1. česká fotbalová liga 1994/95          | 1      | 0    | Bohemians          |
| 1. česká fotbalová liga 1994/95          | 19     | 0    | FK Viktoria Žižkov |
| 1. česká fotbalová liga 1995/96          | 13     | 0    | FK Viktoria Žižkov |
| 1. česká fotbalová liga 1996/97          | 13     | 0    | FK Viktoria Žižkov |
| 1. Gambrinus liga 1997/98                | 10     | 0    | FK Viktoria Žižkov |
| CELKEM                                   | 215    | 0    |                    |